# バンダイナムコエイセス
- バンダイナムコホールディングス > バンダイナムコエンターテインメント > バンダイナムコエイセス
- イルカ > バンダイナムコエイセス

株式会社バンダイナムコエイセス（英: Bandai Namco Aces Inc.）は、家庭用ゲーム、ネットワークコンテンツ、PCコンテンツなどの企画・開発・運営を主な事業とする日本の企業。株式会社バンダイナムコエンターテインメントと株式会社イルカの合弁会社。

## 概要
バンダイナムコエンターテインメントとイルカは2022年6月1日、家庭用ゲームやネットワークコンテンツ、PCコンテンツなどの企画や開発、運営を行う企業としてバンダイナムコエイセスを設立したことを7月1日に発表した。
バンダイナムコエイセスは、ハイエンドゲームの需要の高まりを受けたことから、世界各位のファンの期待を超えるゲームを届けるために、フォトリアルな表現を追求したゲーム開発力の強化を図ることを目的に設立された。設立後の代表取締役社長には、ナムコ時代に「エースコンバットシリーズ」等でディレクターとして活躍したILCA代表取締役社長でもある岩崎拓矢が務めている。
社名は、「最高のもの」「第一人者」「優秀」「すごい、素晴らしい」などの意味を持つ「Ace」という言葉に由来し、「『最高に優秀な人材たち＝Aces』が『複数の最高のコンテンツとサービス＝Aces』を開発し、世界中のファンの感動を生み出す」といった意味が込められている。